# Sylvie Meis
Sylvie Françoise Meis (Breda, 13 april 1978) is een Nederlandse presentatrice, actrice en model. Gedurende haar huwelijk met voetballer Rafael van der Vaart gebruikte ze de naam Sylvie van der Vaart.

## Levensloop
Meis is gedeeltelijk van Indische afkomst. Ze groeide op in Zundert. Nadat ze de havo had afgerond op het Markenhage College te Breda voltooide zij de hbo-opleiding Personeel & Arbeid.
Enkele jaren later groeide haar interesse voor het televisievak. In 1997 had ze een (edel)figurantenrol in Goede tijden, slechte tijden.
In 1999 trad Meis als presentatrice in dienst bij Fox Kids. Hier presenteerde ze onder andere verschillende live-weekenden, de Smiths 24 Games (samen met Leon Krijgsman) en Pokémon Flippo Update (samen met Maiko van Bakel en André van der Toorn, ook bekend als Dr. Flippo).
Meis acteerde later in verschillende series. Ze deed auditie voor de rol van de sexy bardame Ice in de serie Costa!. Meis kreeg de rol en speelde twee seizoenen in de strandserie. Daarnaast speelde ze mee in Pista!, een spin-off van de serie Costa! Begin 2002 was ze daarnaast te zien in een clip van Clouseau.
In het voorjaar van 2003 ging Meis werken bij muziekzender MTV en presenteerde daar het programma de Dag Top 5. Ze stapte hierna over naar zusterbedrijf TMF om daar het interactieve programma Babe Trap met Sylvie Meis te presenteren. In 2004 kreeg Meis een nieuw programma: Modelfacts.
Meis werd in 2002 uitgeroepen tot 'tv-babe van het jaar' en in 2003 riep het mannenblad FHM haar uit tot meest sexy vrouw. In 2006 plaatste het Duitse blad Die Welt haar op de derde plaats in een Top 5 van de mooiste spelersvrouwen van het WK voetbal. Tien maanden na de geboorte van haar zoontje wilde Meis weer meer gaan werken. Ze heeft sinds maart 2007 een contract bij Ted Linows en Linda Naujoks Firma Mega Models.
In 2007, in het zomer en herfstnummer van de Otto stond Meis als model op de cover van deze kledingcatalogus, hiermee volgde zij o.a. modellen Gisele Bündchen, Heidi Klum, Claudia Schiffer en Cindy Crawford op. In oktober 2008 en oktober 2012 was Meis te gast in de ZDF-spektakelshow Wetten, dass..? In februari 2009 werd ze door het blad Jackie uitgeroepen tot best geklede vrouw van Nederland.
In oktober 2016 keerde ze na 10 jaar terug op de Nederlandse buis op SBS6 bij Wedden dat ik het kan.
In 2019 vertolkte Meis de rol mevrouw Himmelmann in de Duitse film Misfit, die gebaseerd is op de gelijknamige Nederlandse film.

## Carrière

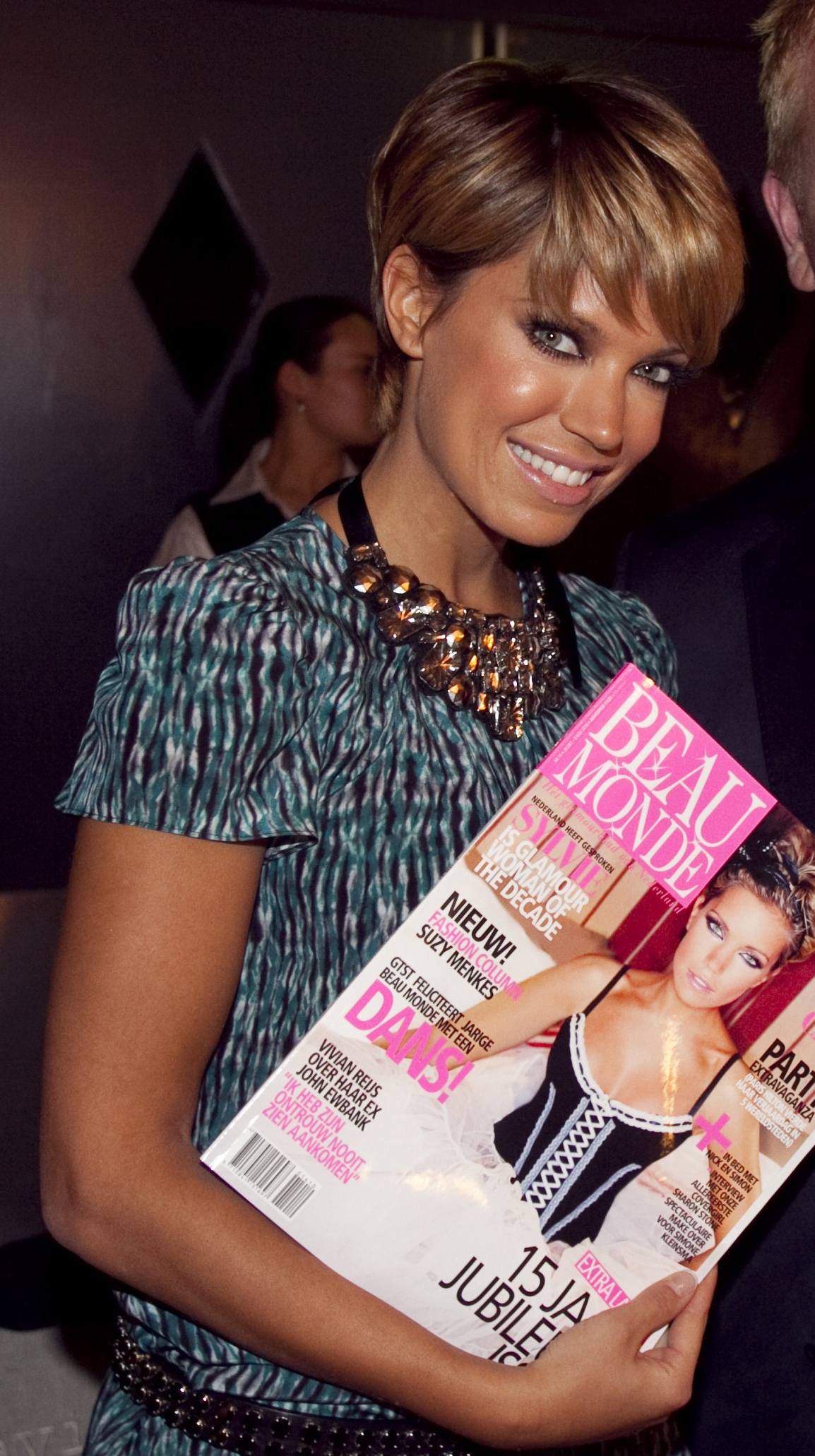
Sylvie Meis toont magazine met zichzelf op de cover in 2010

| Jaar                  | Productie en/of zender               | Rol           | Opmerkingen   | Taal       |
| --------------------- | ------------------------------------ | ------------- | ------------- | ---------- |
| 1999-2002             | Fox Kids                             | Presentatrice |               | Nederlands |
| 2002-2004             | Costa!                               | Ice           | Vaste rol     | Nederlands |
| 2003                  | MTV                                  | VJ            |               | Nederlands |
| 2003-2004             | TMF                                  | VJ            |               | Nederlands |
| 2003                  | Pista!                               | Ice           | Televisiefilm | Nederlands |
| 2008-2011, 2018-heden | Das Supertalent, RTL                 | Jurylid       |               | Duits      |
| 2010                  | Deutschland sucht den Superstar, RTL | Gastjurylid   |               | Duits      |
| 2010                  | Let's Dance, RTL                     | Kandidaat     |               | Duits      |
| 2011-2017             | Let's Dance, RTL                     | Presentatrice |               | Duits      |
| 2011                  | The Face, RTL 5                      | Presentatrice |               | Nederlands |
| 2016                  | Wedden dat ik het kan, SBS6          | Presentatrice |               | Nederlands |

## Privéleven
In 2003 kreeg Meis een relatie met voetballer Rafael van der Vaart. Op 10 juni 2005 traden ze in Heemskerk in het huwelijk. Samen hebben ze een zoon, geboren in 2006. In 2005 verhuisde het gezin naar Hamburg en in 2008 naar Madrid. In mei 2009 werd bij haar borstkanker in een vroeg stadium ontdekt. Ze werd succesvol geopereerd. Het stel kondigde op 1 januari 2013 aan uit elkaar te gaan. De reden hiervoor was dat Meis meerdere affaires zou hebben gehad tijdens het huwelijk, waaronder met Christian Polanc. Op 4 december 2013 werd in Amsterdam de echtscheiding uitgesproken en nam ze in het dagelijks gebruik haar meisjesnaam Meis weer aan.
Op 12 april 2017 verloofde Meis zich met Charbel Auoad. In oktober dat jaar gingen ze uit elkaar. Op 19 september 2020 trouwde ze met Niclas Castello. Op 26 februari 2023 maakte ze bekend te gaan scheiden.

## Trivia
- Meis heeft een eigen sieradenlijn onder de naam Pure.
- Eind 2011 werd ze door Bont voor Dieren uitgeroepen tot Dom Bontje 2011.
- Meis heeft een eigen lingerielijn onder de naam 'Sylvie flirty lingerie'.

- Gemeinsame Normdatei: 1165617196
- Library of Congress Control Number: no2020002448
- Virtual International Authority File: 4089153596638051900006
- WorldCat: E39PBJrgMRp9Wgrf9RQQXxVgrq